# Piero Drogo
Piero Drogo (Vignale Monferrato, 8 de agosto de 1926 — Bolonha, 28 de abril de 1973) foi um automobilista italiano que participu do GP da Itália de 1960 de Fórmula 1. Terminou a prova em 8º lugar.